# Peet Johanson
Peet Johanson, né en 1881 et mort en 1939, est un agriculteur et homme politique estonien.

## Biographie
Johanson naît le 21 février 1881 à Sürgavere dans le comté de Viljandi et travaille comme agriculteur. Il est élu à l'Assemblée provinciale estonienne, qui gouverne le gouvernorat autonome d'Estonie entre 1917 et 1919; il est ensuite élu à l'Asutav Rogu (Assemblée constituante) de la nouvelle République d'Estonie, membre du Parti travailliste estonien pendant tout le mandat (1919-1920). Il est également ministre de l'Alimentation entre le 26 octobre 1920 et le 25 janvier 1921. Johanson meurt en 1939 en Allemagne,.